# Boulzicourt
Boulzicourt település Franciaországban, Ardennes megyében. Lakosainak száma 971 fő (2022. január 1.). Boulzicourt Guignicourt-sur-Vence, Saint-Marceau, Saint-Pierre-sur-Vence, Villers-sur-le-Mont, Yvernaumont és Flize községekkel határos.

## Népesség
A település népességének változása:
| Lakosok száma | 881  | 825  | 1006 | 960  | 956  | 964  | 958  | 966  | 971  | 971  |
|               | 1968 | 1982 | 1990 | 2006 | 2013 | 2015 | 2017 | 2019 | 2020 | 2022 |